# 重装机兵3
《重装机兵3》是由Crea-Tech出品，角川游戏发行于2010年7月29日的任天堂DS的電子角色扮演遊戲。
《重装机兵2》由系列原发行商Data East发行于1993年，然而由于公司于2003年5月破产且未能及时处理商标权，原商标被其他公司注册。2009年4月，角川书店旗下公司Enterbrain取得了原商标权，并于次年发布《重装机兵3》。游戏是自《重装机兵2》发17年来的第一款正式续作游戏。2011年发布的《重装机兵2：重制版》使用了《重装机兵3》引擎。
游戏继承了前作的人车双战斗系统。在操作角色方面，除了《重装机兵2》猎人、机械师和佣兵三种职业外，本作又新增了护士、摔跤手和艺术家三种职业。

## 开发
自1993年发售《重装机兵2》之后，系列原发行商Data East曾计划开发系列第三作，然而在2003年Data East宣布了破产。在此期间系列曾有计划在Dreamcast上开发《重装机兵 荒野之眼》，但由于多种原因而开发终止。此外亦有其他厂商都提出过制作在Game Boy平台制作新游戏的企划书，但都未能成功。由于Data East在2003年破产时未及时续期商标权，导致其他公司抢注了商标，Data East试图通过诉讼取回商标，但最终败诉。其后系列曾由Success公司以新商标“Metal Saga”发行了《沙尘之锁》多部游戏。在2008年，Enterbrain曾询问出品方是否有意愿开发《重装机兵3》，并在2009年4月取得了商标权。
与运行于电视游戏机平台的前两作不同，本作运行于掌上游戏机平台。

## 故事大綱
故事背景和以住的《坦克戰記》系列一樣，都是「大破壞」後人類文明滅亡的近未來蠻荒世界。有一天，一個喜歡研究死人復活的瘋狂科學家明奇博士，得到助手伊戈爾在河流上游處流下來而撿到的神秘紅髮青年（今作的主人公）的屍體，博士成功把這位青年復活，但他卻不記得自己是誰和自己過去經歷過的事情。這個紅髮青年為了尋回自己的記憶而展開賞金獵人的生涯。

## 评价
日本游戏杂志《Fami通》为游戏打了33分。游戏在4gamer.net的玩家评分为87点。
评论称赞了游戏的冒险性，丰富的战车定制元素以及类似《勇者斗恶龙III》的伙伴定制系统；同时他们也批评了游戏故事中盘会让玩家不知所措，一些地方遇敌率高以及游戏操作不便。
根据《Fami通》在2010年7月26日－8月1的统计，游戏在前4天售出了50,838份。截至2012年1月1日，游戏一共卖出了85,031份。